# Бугарска легија
Бугарска легија у Београду је добровољна организација основана и распуштена два пута. Циљ је борба против османске владавине Балкана.
Прву легију је створио политички емигрант Бугарин, Георги Раковски 1862. године и учествује у освајању Београдске тврђаве.  Уз њега су војвода Илија, Васил Левски и други бугарски револуционари. Затим су се поделили на две групе: једна је отишла у Букурешт а друга (са Каравеловим) остала у Београду.
Друга бугарска легија основана је 1867. године споразумом српског кнеза Михаила Обреновића и добротворне групе у Букурешту за заједничке акције против Османског царства. Потписан је 26. јануара 1867. године споразум под називом "Програм политичких одношаја Србо-бугара (Бугаро-срба) или њихов срдачан споразум". Акт је чинило 12 тачака, а предвиђао је уједињење Срба и Бугара у једну државу, са владаром кнезом Михајлом Обреновићем. Организатор и командир био је српски капетан Јован Драгашевић. Након њеног распуштања, десила се да је српски кнез Михајло убијен. 
Четник у другој легији је Васил Левски, који је извео свој познати лавовски скок на Ташмајдану, који носи његово име (Левски). Лев је званична бугарска валута.

## Галерија
- Ђуре Матановић и Георги Раковски у Београду 1861.
- Припадници Бугарске легије у Кладову 1862.
- Васил Левски у Београду.
- Припадници Бугарске легије у Београду 1868. У центру је Левски.
- Споменик у Београду.